# فرانكو غوميز
فرانكو غوميز (بالإسبانية: Franco Gómez)‏ هو لاعب كرة قدم أرجنتيني في مركز الوسط، ولد في 8 مايو 1994 في الأرجنتين. لعب مع Club Atlético Colegiales (Argentina) ‏.

## وصلات خارجية
- فرانكو غوميز على موقع Soccerway.com (الإنجليزية)